# سیاست روادید فلسطین

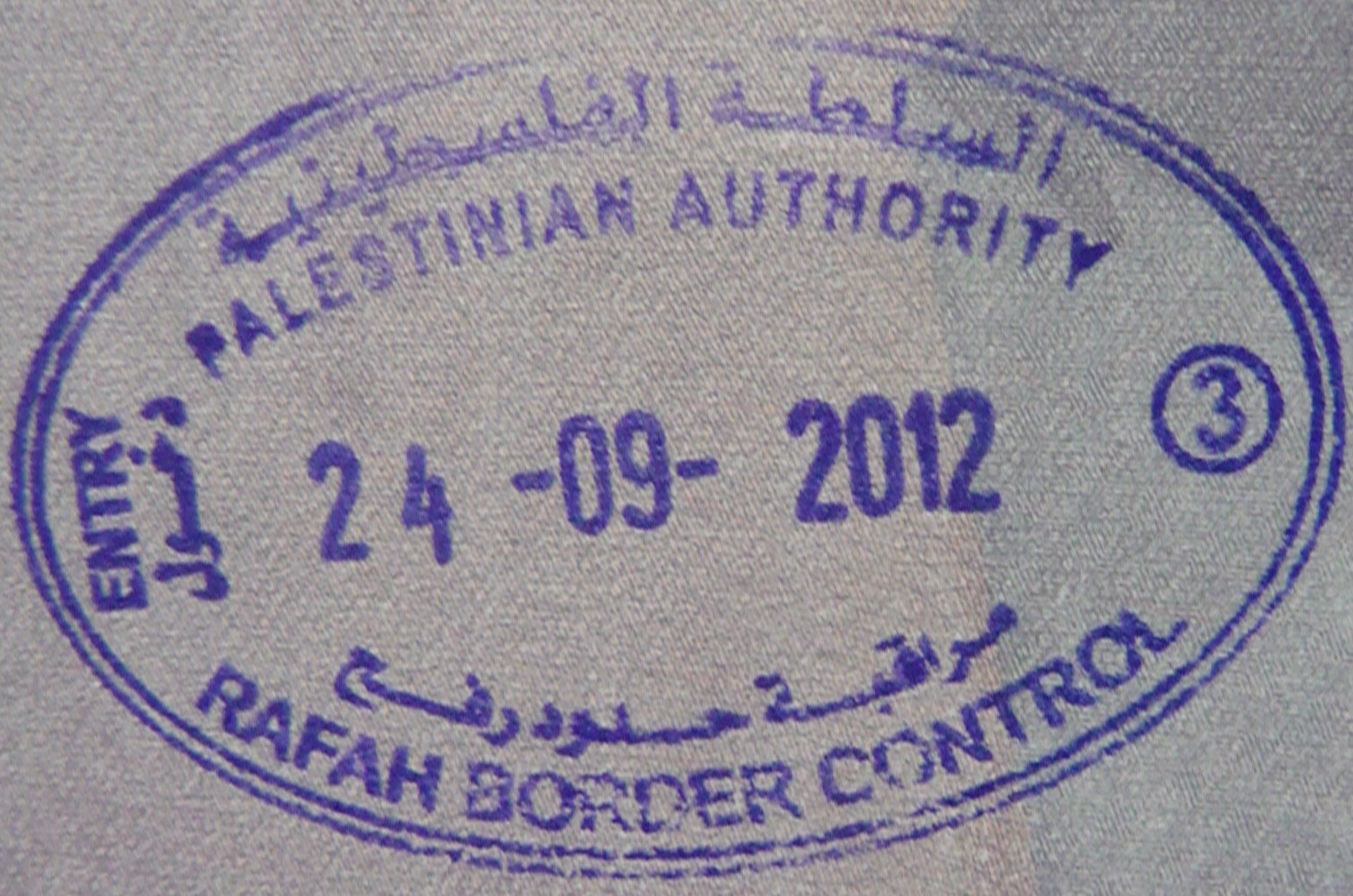
نمایی از مهر اجازهٔ ورود به سرزمین فلسطین در گذرنامه - ۲۰۱۲

سیاست ویزا فلسطین به شرایط خاص ورود به سرزمین‌های فلسطینی اشاره دارد. هیچ شرایط ویزا برای اتباع خارجی به جز شرایطی که توسط سیاست روادید اسرائیل تحمیل شده‌ است وجود ندارد.
دسترسی به کرانه باختری توسط دولت اسرائیل و دسترسی به غزه توسط حماس کنترل می‌شود. بازدیدکنندگانی که از طریق پل آلنبی - گذرگاه مرزی ملک حسین وارد می‌شوند و به کرانه باختری می‌روند، ممکن است یک مهر ورود به آنها داده شود که اجازه سفر فقط به مناطق تحت کنترل خودگردان فلسطین در کرانه باختری را می‌دهد.
خروج از غزه از طریق گذرگاه بیت حانون به سمت اسرائیل هم نیازمند مجوز خروج از حماس و هم مجوز ورود از اسرائیل است. اسرائیل عمدتاً به کسانی که به دنبال مراقبت‌های پزشکی هستند، اما همچنین به برخی از بازرگانان، افرادی که در اسرائیل کار می‌کنند، و دانشجویان و ورزشکارانی که به خارج از کشور می‌روند، مجوز می‌دهد. ۲۵۰۰ نفر از ساکنان غزه از طریق گذرگاه بیت حانون در دسامبر ۲۰۱۹ وارد اسرائیل شدند خروج از گذرگاه مرزی رفح به مصر غیرقابل پیش‌بینی است و نیاز به مجوز قبلی از مقامات مصری دارد. این گذرگاه اغلب برای دوره‌های زمانی طولانی بسته می‌شود که در آن افراد قادر به ترک نوار غزه نیستند.
هنگام عبور از مرز اردن به اسرائیل و کرانه باختری، بازدیدکنندگان فلسطینی الاصل به پاسپورت یا سند مسافرتی تشکیلات خودگردان فلسطین برای خروج نیاز دارند و فقط از طریق پل آلنبی می‌توانند وارد شوند. در حالی که دارندگان گذرنامه اسرائیلی اجازه ورود از طریق گذرگاه مرزی آلنبی را ندارند و به جای آن فقط می‌توانند از گذرگاه رودخانه اردن و گذرگاه اسحاق رابین استفاده کنند.